# 9825 Oetken
9825 Oetken (1214 T-3) là một tiểu hành tinh vành đai chính.